# In League with Satan
In League with Satan er et opsamlingsalbum fra det britiske speed/black metal-band Venom. Det blev udgivet i 2003.

## Spor

### Disk 1
1. "Intro Tape 83/84" - 01:43
2. "In League with Satan" - 03:28
3. "Live like an Angel (Die like a Devil)" - 03:50
4. "Welcome to Hell" - 02:41
5. "Poison" - 04:28
6. "Witching Hour" - 03:16
7. "One Thousand Days in Sodom" - 04:32
8. "Angel Dust (live" - 	02:41
9. "Blood Lust" - 02:58
10. "In Nomine Satanas" - 03:25
11. "(Radio I.D. One)	00:21
12. "Black Metal (live)" - 00:50
13. "To Hell and Back" - 03:02
14. "Buried Alive (live)" - 03:27
15. "Teacher's Pet (live)" - 02:36
16. "Heaven's on Fire" - 03:44
17. "Countess Bathory (live)" - 05:10
18. "Die Hard" - 02:54
19. "Acid Queen" - 02:30
20. "Bursting Out (live)" - 02:42

### Disk 2
1. "Intro Tape 85/86" - 01:07
2. "Warhead" - 03:30
3. "Lady Lust" - 02:47
4. "Seven Gates of Hell" - 	05:26
5. "At War with Satan (TV Ad 1) - 00:19
6. "Rip Ride" - 03:13
7. "Genocide" - 02:59
8. "Stand Up (And be Counted) - 03:30
9. "At War with Satan (TV Ad 2) - 00:19
10. "Aaaaarghhh" - 02:23
11. "Manitou" - 02:57
12. "Woman" - 02:54
13. "Dead of the Night" - 03:51
14. "Nightmare" - 03:50
15. "Satanachist" - 02:43
16. "F.O.A.D." - 	03:03
17. "Moonshine" - 03:15
18. "(Radio I.D. Two)" - 00:23
19. "Wing and a Prayer" - 02:47
20. "Possessed" - 04:51
21. "Power Drive" - 03:15
22. "Burn This Place" - 02:40

## Musikere
- Cronos - bas, vokal
- Abaddon - trommer
- Mantas - guitar